# Toribio Mejía Xesspe
Manuel Toribio Mejía Xesspe (Toro, 16 de abril de 1896 - Lima, 2 de noviembre de 1983) fue un arqueólogo peruano, discípulo de Julio César Tello.

## Biografía
Nació en Toro, distrito de la provincia de La Unión, Arequipa, en un hogar de agricultores. Cursó sus estudios primarios en su pueblo natal, y los secundarios en el Colegio Nacional San Luis Gonzaga de Chuquibamba - Arequipa. En 1920 se trasladó a Lima, donde se relacionó con el médico Hermilio Valdizán y el químico Ángel Maldonado, con quienes compartió sus conocimientos de medicina popular. Sobre ese tema colaboró entre 1921 y 1923 en la Revista de Psiquiatría y Ciencias Conexas, cuyo director era entonces el doctor Honorio Delgado.
En 1924 ingresó como alumno libre del doctor Julio C. Tello en el Seminario de Antropología de la Universidad Mayor de San Marcos. Bajo la orientación del mismo Tello, pasó al servicio del Museo de Arqueología Peruana como preparador (1924-1929)  y conservador (1929-1931). Ejerció luego como auxiliar del Instituto de Investigaciones Antropológicas, una rama de dicho museo (1931-1945). Convertido este museo en Museo Nacional de Antropología y Arqueología, Mejía asumió la jefatura del Departamento de Exploraciones Arqueológicas (1945-1947). En 1947 fue nombrado subdirector del Museo, cargo que ocupó hasta su jubilación en 1966, cuando fue nombrado director emérito. Simultáneamente fue inspector general de Monumentos Arqueológicos (1947-1948) y catedrático de Arqueología Incaica en la Universidad de San Marcos (1946-1953).
En lo que respecta al trabajo de campo arqueológico, bajo la dirección de Tello, participó en las excavaciones realizadas en Asia y Paracas (1925-1926), Nasca e Ica (1927) y nuevamente en Paracas (1927-1930). Entre 1930 y 1937 recorrió el valle del Mantaro, así como los valles del Rímac, Nepeña y Casma. En 1937 con sus experiencias, ayudó a su Maestro Julio Cesar Tello a descubrir el Templo del Cerro Sechín. En 1941 excavó en Chavín de Huántar. En 1942 excavó diversos sitios ubicados en los valles del Mantaro, Apurímac y Urubamba. Por esa misma época realizó excavaciones en Pachacámac y en 1945 tomó parte en las excavaciones de Ancón, actividad que continuó hasta después de la muerte de Tello en 1947. Entre 1957 y 1960 realizó exploraciones y excavaciones en los valles de Ica y Piura.

## Obra
Mejía Xesspe fue uno de los más destacados discípulos de Julio C. Tello, a quien acompañó en las exploraciones y las excavaciones arqueológicas que realizó a través del país. Bajo la dirección de Tello, descubrió en 1927 las Líneas de Nazca, las que presentó en el XXVII Congreso Internacional de Americanistas, realizado en Lima en 1939, bajo el título «Acueductos y caminos antiguos de la hoya del Río Grande de Nasca». También en 1927 descubrió las tumbas con los fardos Paracas Necrópolis. En Cumbemayo (Cajamarca) descubrió un acueducto megalítico. En Chavín organizó el primer museo de sitio del Perú.
En 1947, la Universidad de San Marcos le encargó compilar, ordenar y, en algunos casos, complementar las anotaciones y libretas de campo del recientemente fallecido Tello, hasta concluir algunas de las obras que éste dejó en proceso de preparación. Esta vasta labor la realizó con la colaboración inicial de la arqueóloga y discípula de Tello: Rebeca Carrión Cachot. Fue así como se publicaron las siguientes obras fundamentales:
- Arqueología del Valle de Casma. Culturas Chavín, Santa o Huaylas Yunga y Sub Chimú (1956)
- Paracas (2 vols. 1959 y 1979).
- Chavín, cultura matriz de la civilización andina (1960).
- Historia de los museos nacionales del Perú. 1822-1946 (1967).